# Ramon Burgues Safortesa i Pacs Fuster
Ramon Burgues Safortesa i Pacs Fuster, de Vilallonga i Nét (Mallorca, 1627-1694), conegut popularment pel sobrenom del Comte Mal, fou un noble i militar, segon comte de Santa Maria de Formiguera.
Cavaller de l'orde de Calatrava. Engrandí el casal de Can Formiguera comprant diversos edificis contigus. Reclutà una companyia d'un centenar d'homes per servir Felip IV de Castella en la Guerra dels Segadors. El 1654 era mestre de camp del terç d'infanteria de Mallorca, encarregat de la defensa de Girona. Acabada la guerra tornà a Mallorca on ocupà els càrrecs de procurador reial de Mallorca (1670-1693) i de virrei interí (1681 i 1691). Participà en les lluites entre bàndols i la Reial Audiència de Mallorca i el Consell d'Aragó decretaren la confiscació dels seus béns, cosa que no es dugué a terme per un indult reial (1653).
Intentà estendre els seus drets senyorials a la vila de Santa Margalida i altres indrets, fet que provocà una forta reacció. Per aquest motiu l'anomenaren comte Mal i li aplicaren la llegenda i la cançó del comte Arnau, el noble català que ha de vagar eternament. La llegenda arrelà sobretot a Santa Margalida i a la possessió de Galatzó de Calvià.
Va morir sense descendència masculina i els seus drets i propietats passaren a la família dels Rocabertí, abans Rocafull, comtes de Peralada, i d'aquests a la dels Ferrer de Sant Jordi.

## El comte Mal en la tradició literària mallorquina
Molt present en la literatura popular de tradició oral, Josep Maria Quadrado (Las bodas del Conde Malo, 1843), Ramon Picó i Campamar (De pressa, 1884), Guillem Colom Ferrà (El Comte Mal, 1950) i d'altres autors l'han convertit en personatge literari.